# Archanara püngeleri
Archanara püngeleri là một loài bướm đêm trong họ Noctuidae.